# Lutsharel Geertruida
Lutsharel Geertruida, né le 18 juillet 2000 à Rotterdam aux Pays-Bas, est un footballeur international néerlandais qui évolue au poste de défenseur au RB Leipzig.

## Biographie

### Feyenoord Rotterdam
Né à Rotterdam aux Pays-Bas, Lutsharel Geertruida est formé par les différents clubs de sa ville natale, dont le Sparta Rotterdam, puis le Feyenoord Rotterdam, qu'il rejoint en 2012. Il a commencé le football en jouant comme ailier droit avant d'être repositionné et a joué à différents postes dans les équipes de jeunes, en défense centrale ou au milieu de terrain avant de se stabiliser arrière droit. Il joue son premier match en professionnel avec le Feyenoord, à l'occasion d'une rencontre de coupe des Pays-Bas face à l'AVV Swift. Il entre en jeu à la place de Jerry St. Juste lors de cette rencontre remportée par son équipe sur le score de quatre buts à un. En octobre 2017, le quotidien The Guardian le place dans une liste des 60 meilleurs jeunes talents nés en 2000. Geertruida joue son premier match d'Eredivisie face à l'ADO La Haye, le 23 décembre 2018. Il entre en jeu à la place de Robin van Persie, et les deux équipes font match nul (2-2).
Le 17 octobre 2019, il prolonge son contrat avec son club formateur jusqu'en juin 2022.
Il se fait remarquer lors de l'édition 2020-2021 de la coupe des Pays-Bas en marquant deux buts, le premier le 20 janvier 2021 face à l'Heracles Almelo (victoire 3-2 du Feyenoord) et le second lors de l'élimination en quarts de finale face au SC Heerenveen le 17 février suivant (4-3 score final). Alors qu'il effectue sa meilleure saison jusque là avec le Feyenoord sous la direction de Dick Advocaat, avec notamment cinq buts et deux passes décisives en trente matchs de championnat, Geerttruida se blesse au genou en fin de saison 2020-2021 pour de longs mois. Son retour est prévu en octobre 2021.
Le 1er mai 2022, Geertruida se fait remarquer en réalisant le premier doublé de sa carrière, lors d'une rencontre de championnat face au Fortuna Sittard. Avec ces deux buts il contribue à la victoire des siens par trois buts à un,. Sa prestation lui vaut d'être élu dans l'équipe-type du week-end en Eredivisie. Il participe à la Finale de la Ligue Europa Conférence 2021-2022, qui a lieu le 25 mai 2022 contre l'AS Roma. Il est titularisé et son équipe s'incline par un but à zéro,.
En mars 2023, Geertruida prolonge son contrat avec Feyenoord jusqu'en juin 2025. Il rappel ainsi son attachement à celui qu'il considère comme "son club",. Lors de cette saison 2022-2023 il participe activement au sacre de son équipe, qui remporte le Championnat des Pays-Bas pour la seizième fois de son histoire.
Geertruida remporte la Coupe des Pays-Bas 2023-2024 avec Feyenoord, étant titulaire et capitaine lors de la finale qui a lieu le 21 avril 2024, face au NEC Nimègue. Son équipe s'impose sur le score de un but à zéro ce jour-là,.

### RB Leipzig
Le 30 août 2024, Lutsharel Geertruida rejoint le RB Leipzig. Il signe un contrat de cinq ans, soit jusqu'en juin 2029. Le transfert est estimé à 20 millions d'euros,.
Geertruida marque son premier but pour Leipzig le 26 octobre 2024 face au SC Fribourg, en championnat. Titularisé au poste d'arrière droit, il participe à la victoire de son équipe par trois buts à un.

### En sélection
Avec l'équipe des Pays-Bas des moins de 17 ans, Lutsharel Geertruida est l'auteur d'un doublé contre le Liechtenstein en septembre 2016, lors des éliminatoires du championnat d'Europe. Son équipe s'impose sur le très large score de 9-0. Il participe ensuite à la phase finale du championnat d'Europe des moins de 17 ans en 2017. Lors de cette compétition organisée en Croatie, il joue les quatre matchs de son équipe, en tant que titulaire au poste d'arrière droit. Les Pays-Bas sont éliminés en quarts de finale par l'Allemagne (2-1).
Avec les moins de 19 ans, il inscrit un but contre la Slovénie en mars 2019. Ce match gagné 2-0 rentre dans le cadre des éliminatoires du championnat d'Europe 2019.
Lutsharel Geertruida est convoqué pour la première fois avec l'équipe nationale des Pays-Bas en mars 2023, par le sélectionneur Ronald Koeman. Il honore sa première sélection lors de ce rassemblement, le 24 mars 2023 contre la France où il est directement titularisé. Son équipe s'incline toutefois par quatre buts à zéro,.
Le 29 mai 2024, il figure dans la liste des 26 joueurs néerlandais retenus par Ronald Koeman pour participer à l'Euro 2024.

## Vie privée
Pendant longtemps, Lutsharel Geertruida ne donne aucune interview en raison de problèmes de bégaiements. Pour faire face à ce handicap il est suivi par une spécialiste, Ingrid del Ferro, qui l'aide afin de surmonter ce problème. Il accorde sa première interview face caméra en 2024 afin de promouvoir "Kind van Zuid" un documentaire de 47 minutes qui lui est consacré.

## Statistiques
| Saison                | Club                  | Championnat           | Championnat | Championnat | Championnat | Coupe(s) nationale(s) | Coupe(s) nationale(s) | Coupe(s) nationale(s) | Supercoupe | Supercoupe | Supercoupe | Compétition(s) continentale(s) | Compétition(s) continentale(s) | Compétition(s) continentale(s) | Compétition(s) continentale(s) | Total | Total | Total |
| Saison                | Club                  | Division              | M.          | B.          | P.d.        | M.                    | B.                    | P.d.                  | M.         | B.         | P.d.       | Comp.                          | M.                             | B.                             | P.d.                           | M.    | B.    | P.d.  |
| 2017-2018             | Feyenoord Rotterdam   | Eredivisie            | -           | -           | -           | 1                     | 0                     | 0                     | -          | -          | -          | C1                             | -                              | -                              | -                              | 1     | 0     | 0     |
| 2018-2019             | Feyenoord Rotterdam   | Eredivisie            | 2           | 0           | 0           | 1                     | 0                     | 0                     | -          | -          | -          | C3                             | 2                              | 0                              | 0                              | 5     | 0     | 0     |
| 2019-2020             | Feyenoord Rotterdam   | Eredivisie            | 17          | 0           | 0           | 3                     | 0                     | 0                     | -          | -          | -          | C3                             | 6                              | 0                              | 0                              | 26    | 0     | 0     |
| 2020-2021             | Feyenoord Rotterdam   | Eredivisie            | 30          | 5           | 2           | 2                     | 2                     | 0                     | -          | -          | -          | C3                             | 5                              | 1                              | 0                              | 37    | 8     | 2     |
| 2021-2022             | Feyenoord Rotterdam   | Eredivisie            | 28          | 3           | 0           | 1                     | 0                     | 0                     | -          | -          | -          | C4                             | 12                             | 1                              | 1                              | 41    | 4     | 1     |
| 2022-2023             | Feyenoord Rotterdam   | Eredivisie            | 30          | 3           | 2           | 3                     | 0                     | 0                     | -          | -          | -          | C3                             | 8                              | 0                              | 1                              | 41    | 3     | 3     |
| 2023-2024             | Feyenoord Rotterdam   | Eredivisie            | 34          | 8           | 5           | 5                     | 1                     | 0                     | 1          | 0          | 0          | C1+C3                          | 6+1                            | 0                              | 0                              | 47    | 9     | 5     |
| 2024-2025             | Feyenoord Rotterdam   | Eredivisie            | 3           | 0           | 0           | -                     | -                     | -                     | 1          | 0          | 0          | C1                             | -                              | -                              | -                              | 4     | 0     | 0     |
| Sous-total            | Sous-total            | Sous-total            | 145         | 19          | 9           | 16                    | 3                     | 0                     | 2          | 0          | 0          | -                              | 39                             | 2                              | 2                              | 202   | 24    | 11    |
| 2024-2025             | RB Leipzig            | Bundesliga            | 24          | 1           | 0           | 3                     | 0                     | 1                     | -          | -          | -          | C1                             | 8                              | 0                              | 0                              | 35    | 1     | 1     |
| Total sur la carrière | Total sur la carrière | Total sur la carrière | 169         | 20          | 9           | 19                    | 3                     | 1                     | 2          | 0          | 0          | -                              | 47                             | 2                              | 2                              | 237   | 25    | 12    |

## Palmarès

### En club
Feyenoord Rotterdam
- Championnat des Pays-Bas (1) :
  - Champion : 2022-2023.
- Coupe Pays-Bas (1) :
  - Vainqueur : 2024.
- Supercoupe des Pays-Bas (1) :
  - Vainqueur : 2024.